# Manufacture Normant frères
La manufacture Normant frères est une entreprise familiale du Loir-et-Cher, à Romorantin-Lanthenay, spécialisée dans la production des draps de laine. Elle a été fondée vers 1815 par trois frères, Antoine (1784-1849), Jacques Benjamin (1793-1823) et René Hippolyte Normant (1796-1867), et a disparu en 1969, après plus d’un siècle et demi d'une aventure industrielle unique.
L'usine de Romorantin-Lanthenay a ensuite été reprise par Matra Automobiles, jusqu'en 2003. En 2011, seules la grande porte d'entrée de l'entreprise et la salle des métiers à tisser, deux parties inscrites au titre des monuments historiques, ont pu échapper à la destruction massive du site conduite par la municipalité en vue de la réhabilitation urbaine du quartier.

## Historique de l'entreprise

### Les débuts de la manufacture
De condition modeste, les trois fondateurs de l'entreprise sont les enfants de Marie-Anne Marseille (la fille d’un aubergiste établi à Villefranche-sur-Cher) et d’Antoine Normant, un artisan drapier de Selles-en-Berri, mariés en 1783.
Le père, faisant de mauvaises affaires, ruine le ménage. Installée à Villefranche, la famille gagne alors Romorantin, centre textile local. Monsieur Normant père ne parvenant pas à redresser la situation, en novembre 1803, Marie Anne Normant demande et obtient la séparation d’avec son époux auprès du tribunal de Romorantin. La famille est nombreuse, avec huit enfants ; la benjamine, Victoire Rosalie Normant est âgée d’un an et demi seulement. La mère termine d’élever seule ses enfants. Madame Normant, se retrouvant sans un sou, est secourue par un neveu, Pierre Silvain Marseille, qui crée une manufacture et l’installe à sa tête. Il a, en fait, racheté le petit atelier et le matériel du mari défaillant. Elle fait tourner l’établissement avec ses enfants qui, ainsi, s’initient tous au travail du drap. Cependant, après environ dix ans de croissance, un contexte défavorable et une gestion hasardeuse de la part du neveu amènent la faillite de l’établissement en 1814. Les ateliers et son matériel, contenant des mécaniques achetées en 1812 à Cockerill à Liège, sont vendus aux enchères.
Les frères Normant débutent alors leur association en construisant une usine hydraulique à Moulin-Neuf à Villeherviers en bordure de la Sauldre et une usine dans le faubourg Saint-Roch de Romorantin. Lancés par des emprunts souscrits auprès de négociants orléanais et de banquiers locaux, ils font prospérer leurs affaires en y réinvestissant tous les bénéfices engrangés. Travailleurs infatigables, ils se comportent en ascètes, entièrement dévoués à leur entreprise. Ils concentrent et modernisent une activité traditionnelle, alors disséminée et demeurée très artisanale à Romorantin.
Cette position de novateurs leur donne une avance considérable sur une concurrence restée largement atone. Leur réussite est fulgurante. Dès 1825, ils emploient déjà de 7 à 800 ouvriers dans leurs ateliers. Parallèlement, à la suite du décès subit de Jacques Benjamin en 1823, et pour financer cette croissance rapide, l’entreprise se transforme en société en nom collectif, dénommée successivement « NORMANT FRÈRES ET HARDY » (entre 1827 et 1833, réunissant les fondateurs, leurs sœurs et un beau-frère : Marie-Anne Marguerite Normant et le couple Normant-Hardy) puis « NORMANT FRÈRES » à partir de 1833 (les fondateurs et Marie-Anne Marguerite Normant, morte en 1838 ; le couple Normant-Hardy souhaitant se retirer de l’affaire). Le capital est alors d’1 225 000 francs. Toujours en expansion, en 1845 ils acquièrent les moulins des Tourneux, à Villeherviers en amont de la Sauldre, et en font un troisième site de production.
En même temps, la famille Normant intègre le groupe des notables de la cité. Grand humaniste, Antoine Normant s’engage politiquement pour défendre ses convictions républicaines. Il est nommé maire de Romorantin par deux fois (entre 1840-1842 et 1847-1849) puis élu représentant du peuple à l’Assemblée constituante de 1848 pour le département de Loir-et-Cher.

### Une affaire familiale prospère
Au décès du chef de la maison, en septembre 1849, René Hippolyte, son frère, prend seul les commandes de l’entreprise. Le ministre de l’Agriculture, du Commerce et des Travaux Publics, Jean-Baptiste Dumas, à l’occasion d'un voyage en Sologne en novembre 1850, se rend à Romorantin où il visite les installations de la manufacture Normant. En décembre 1850, les autorités décernent la Légion d'honneur à René Hippolyte Normant. Depuis, il n’a de cesse de porter au plus haut la renommée de sa maison, rivalisant avec les plus grands établissements d’Elbeuf et du nord de la France. La maison Normant a des succursales à Paris, Angers, Châteauroux, Toulouse et Elbeuf où elle produit également ; la famille y envoie d'ailleurs ses enfants apprendre la direction d’entreprise.
René Hippolyte Normant rachète en 1859 l’usine des Guéraides située à Lanthenay et la grande maison du faubourg Saint-Roch qui appartiennent à ses neveux, les fils d’Augustin Normant (1789-1876). Ce dernier, qui préférait œuvrer seul et avait fondé sa propre manufacture, leur avait transmis, après bien des déboires, son affaire en 1851. Un quatrième site de production intègre ainsi l’entreprise Normant frères agrandie. En 1862, René Hippolyte installe à Saint-Roch une usine à gaz hydrogène pour l’éclairage de l’ensemble des ateliers.
La manufacture emploie plus de 2 000 personnes, elle fait vivre Romorantin et ses environs. À partir de 1865, la maison Normant fournit l'Empire français en étoffes de laine nécessaires à l'habillement des troupes de terre et de mer. Parallèlement à cette bonne fortune, René Hippolyte Normant se constitue un patrimoine foncier gigantesque en achetant de vastes domaines agricoles situés en Sologne et Berry dans les années 1850 et 60. Féru d’agronomie, il modernise continuellement ses propriétés (défrichements, acquisitions de communaux, marnage, etc.). Il assoit sa famille parmi les grandes dynasties patronales du pays.
En juillet 1867, moment de son décès, l’affaire est continuée par sa veuve, Anne-Claire Normant née Lefebvre, et ses quatre fils qui s’associent en formant une société au capital de près de 3 600 000 francs.  Les enfants se partagent les rôles tout en assumant conjointement la direction de la maison. Le dernier-né, Émile Benjamin Normant (1845-1920), se retrouve progressivement seul à la tête de l’entreprise à la suite du retrait de ses frères (Louis Antoine Normant en 1883 et Henri Normant en 1889) et, en 1889, aux décès d’Anatole Aristide Normant et de Madame veuve Normant, leur mère.
Au tournant du siècle, Benjamin Normant en reconstruit la majeure partie en concentrant la production dans la seule usine du faubourg Saint-Roch. Il fait alors édifier, entre autres, une grande salle de métiers à tisser, bâtie selon le procédé innovant Hennebique, et pour accéder au site une porte d’entrée monumentale. L’usine est alors à la pointe de la modernité, elle entre dans ce nouveau siècle, confiante en son avenir. Elle compense la relative faiblesse des salaires par une politique paternaliste assez poussée et fort ancienne : entretien d’une école (dénommée « école Lionel Normant », à l’origine salle d’asile fondée par Antoine Normant en 1835), d’une société de secours mutuels, constitution d’un parc de logements ouvriers, etc.
Pendant la Première Guerre mondiale, l’entreprise abrite des machines sauvées in extremis des tranchées et rapatriées de Reims, les peigneuses Jonathan Holden. L'usine fonctionne à plein régime produisant, notamment, des draps bleus d'uniforme pour les armées. La maison Normant est alors à son apogée : entreprise centenaire, elle paraît inébranlable. En 1920, au décès de Benjamin Normant, l’affaire est transmise à sa veuve, née Thérèse Puistienne, et ses trois enfants. C’est Hippolyte Normant, l’unique fils et successeur désigné, qui en prend les commandes.

### Le déclin
En 1925, moment du décès de Madame veuve Normant, l’entreprise se constitue en société anonyme : « LES ÉTABLISSEMENTS NORMANT », avec un capital de 25 millions de francs. Après des années très prospères, l’entreprise fait face, dans les années 1930, à la première grande crise qui touche durement la filière textile. Elle diversifie ses productions, jusqu’alors quasiment toutes destinées aux armées et administrations, mais la Seconde Guerre mondiale marque un coup d’arrêt très net à ce nouvel élan. Réquisitionnée, elle est contrainte de produire du feldgrau pour les armées allemandes. L’adaptation à l’après-guerre et son contexte changeant est difficile.
En 1951, l’entreprise voit disparaître subitement Hippolyte Normant, dont la succession n’avait pas été préparée. Surtout, elle doit faire face à une nouvelle crise textile de plus grande ampleur cette fois. Malgré des tentatives (notamment en 1960 la décision d’abandonner la filière interne de la filature et l’équipement en nouvelles machines plus productives), l’entreprise ne réussit pas à s’ouvrir durablement de nouveaux débouchés alors que les commandes publiques se restreignent. L’établissement, fortement fragilisé après quelques années déficitaires, est finalement fermé par les trois gendres d’Hippolyte Normant, qui n'avait pas eu de fils. Peu enclins aux questions industrielles et surtout profondément désunis quant à la gestion de la société, ils sont contraints de liquider l’affaire. L’usine n’occupe plus que 350 personnes. Le 12 décembre 1969 retentit pour la dernière fois la sirène de l’usine (affectueusement baptisée « l’âne à Polyte » en référence au dernier patron). Ce jour de fermeture clôt plus de 150 ans d’une intense activité textile pour la maison Normant frères à Romorantin.
Cette manufacture reste une réussite édifiante : elle a constitué dans l’histoire, la première industrialisation (bien avant la célèbre chocolaterie de Victor-Auguste Poulain à Blois) rassemblant la plus forte concentration ouvrière du département de Loir-et-Cher. L'expansion de l'affaire est remarquablement rapide, et c’est l’œuvre d’une dynastie locale d’industriels au comportement exemplaire. De modeste condition et après des débuts difficiles, les Normant, à force de persévérance et d’amour du travail, constituent un empire industriel. Aussi leur ascension vers la haute bourgeoisie ne les détourne pas de la conduite de l’entreprise. L'un des membres de la famille, Anatole Aristide Normant (1835-1889), maire de Romorantin entre 1871 et 1875, se fait édifier à la fin des années 1870, un vaste et très bel hôtel particulier avec perrons, serres et grand jardin paysager situés aux portes de l'usine. La demeure est bâtie sur le modèle des immeubles haussmanniens de l'avenue Foch à Paris, selon les plans de l'architecte Léon Salleron. Une magnifique fabrique de jardin en forme de pagode d'inspiration orientale, située dans le parc attenant, est maintenant protégée au titre des Monuments Historiques. Le bâtiment et son parc, rachetés en 1952 par la municipalité, sert actuellement d'hôtel de ville et de square municipal.
Le site principal de Romorantin est repris et occupé par l’entreprise Matra, qui ouvre une nouvelle ère industrielle pour la ville. Dans ses bâtiments, sortent de nombreux véhicules innovants et notamment le monospace « Espace » commercialisé par Renault, la plus belle réussite de la firme. L’épisode Matra n’est malheureusement qu’une parenthèse. Le site est abandonné par Matra en 2003. Aujourd’hui désaffecté, il est propriété de la ville, qui y mène un vaste programme de rénovation urbaine.

## Les bâtiments du faubourg Saint-Roch

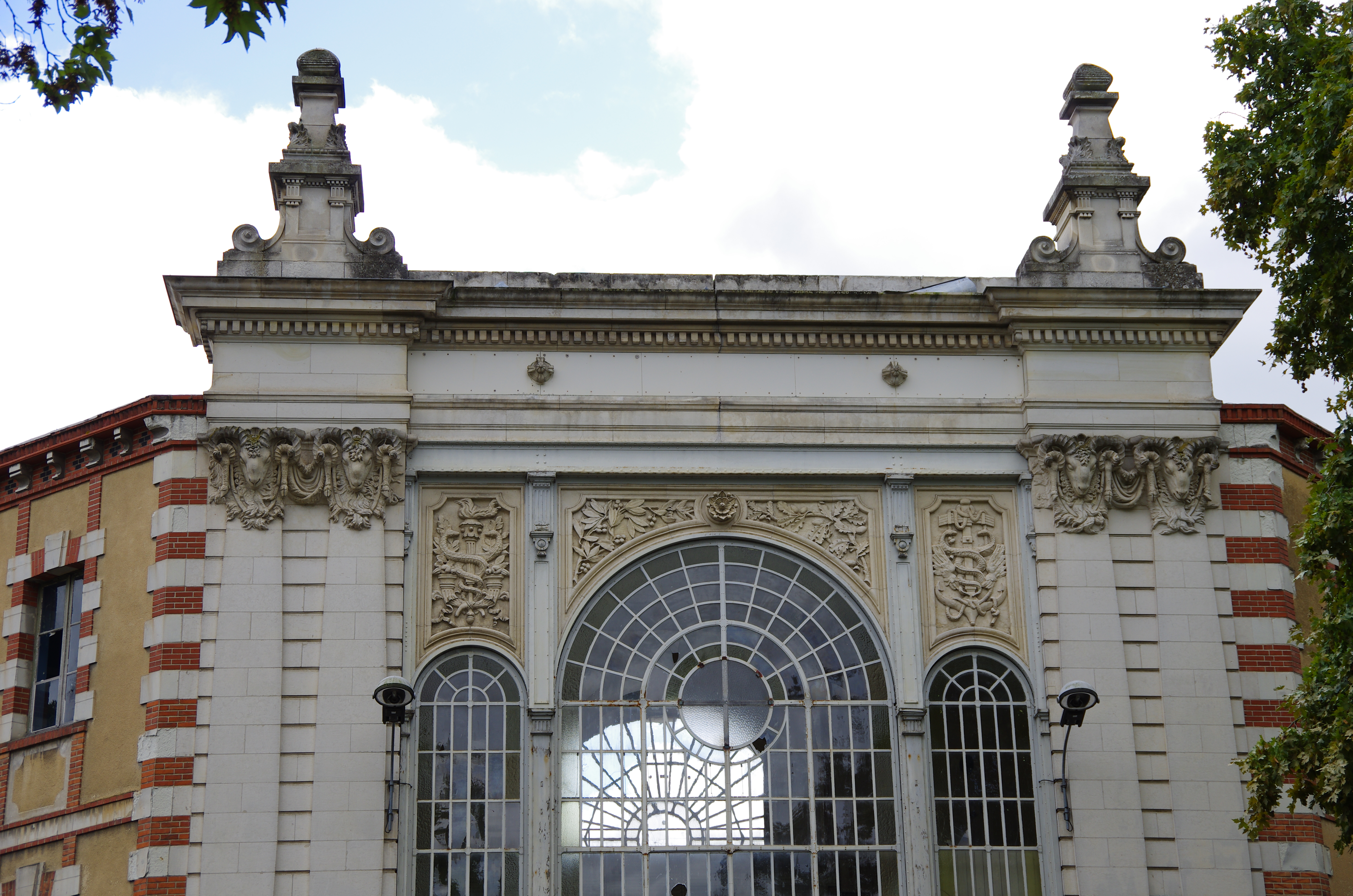
Têtes de bélier sur la porte monumentale de l'usine Normant frères.

Pour accéder à l'usine du faubourg Saint-Roch, Benjamin Normant fait édifier en 1900 une porte d’entrée monumentale, dite « Porte Normant » ou « Porte des Béliers » à cause de quatre têtes de béliers qui ornent les chapiteaux des colonnes. Ces têtes sculptées dans la masse symbolisent le travail de la laine et représentent la fécondité. Conçue en pierre de taille, métal et verre, à l'image des nombreuses entrées d'usine textile du Nord de la France ; cette porte forme un bon exemple de l'architecture industrielle de la fin du XIXe siècle.

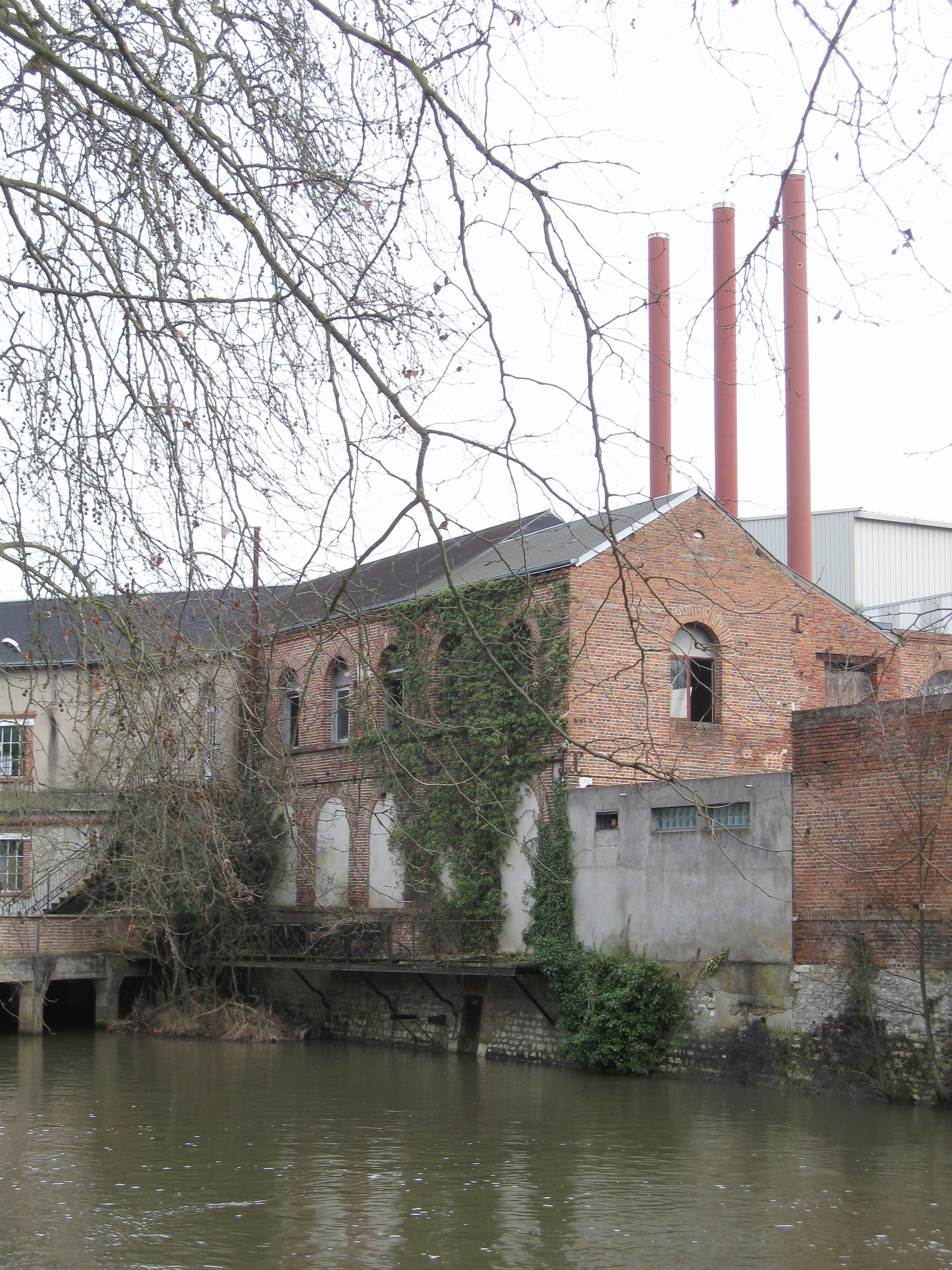
Bâtiments au bord de la Sauldre de l'ancienne usine Normant frères.

Benjamin Normant fait également édifier en novembre 1902, par l'entreprise Coutant et Cie, une grande salle de métiers à tisser, bâtie selon le procédé innovant Hennebique. Elle couvre un hectare et abrite environ 250 métiers à tisser, sur deux étages avec quatre travées au rez-de-chaussée et cinq travées au premier étage.

## Sources
(mars 2010).
- Laurent Leroy, juin 2008 : Une entreprise et des hommes : aspects de l’histoire sociale de la manufacture de draps Normant à Romorantin (vers 1800-1969). Mémoire de Master de recherche en histoire contemporaine, sous la direction de Monsieur Marc De Ferrière Le Vayer, Tours, 286 pages ill.
- Laurent Leroy, Entre familles et entreprises : l'histoire d'une dynastie drapière de Sologne au XIXe siècle., auto-édition, novembre 2009 (ISBN 978-2-7466-1453-6)